# Jean-François Delmas (révolutionnaire)
Pour les articles homonymes, voir Delmas et Jean-François Delmas.
Jean-François-Bertrand Delmas, né le 3 janvier 1751 à Toulouse, mort le 15 vendémiaire an VII (6 octobre 1798) à Paris, est un militaire et homme politique de la Révolution française. 

## Biographie
Jean-François-Bertrand Delmas est officier au régiment de Bourbon sous l'Ancien Régime, puis aide-major de la garde nationale toulousaine au début de la Révolution. 

### Mandat à la Législative
La France devient une monarchie constitutionnelle en application de la constitution du 3 septembre 1791. Le même mois, Jean-François-Bertrand Delmas est élu député de la Haute-Garonne, le huitième sur douze, à l'Assemblée nationale législative.  
Il siège sur les bancs de la gauche de l'Assemblée. En février 1792, il vote en faveur de la mise en accusation de Bertrand de Molleville, le ministre de la Marine. En avril, il vote pour que les soldats du régiment de Châteauvieux, qui s'étaient mutinés lors de l'affaire de Nancy, soient admis aux honneurs de la séance. En août, il vote en faveur de la mise en accusation du marquis de Lafayette. 
La monarchie prend fin à l'issue de la journée du 10 août 1792 : les bataillons de fédérés bretons et marseillais et les insurgés des faubourgs de Paris prennent le palais des Tuileries. Louis XVI est suspendu et incarcéré à la tour du Temple.  

### Mandat à la Convention
En septembre 1792, Jean-François-Bertrand Delmas est réélu député de la Haute-Garonne, le deuxième sur douze, à la Convention nationale.  
Il siège sur les bancs de la Montagne. Lors du procès de Louis XVI, il vote la mort, et rejette l'appel au peuple et le sursis à l'exécution. En avril 1793, il vote contre la mise en accusation de Jean-Paul Marat. En mai, il vote contre le rétablissement de la Commission des Douze.
Jean-François-Bertrand Delmas exerce des fonctions dirigeantes au sein de la Convention girondine. Le 26 mars 1793, il est élu membre de la Commission de Salut public. Le 4 avril, il est élu président de la Convention,et ses secrétaires sont Pierre-Joseph Cambon, François Mellinet et Charles-Gilbert Romme. Le 7 avril, il est élu membre du Comité de Salut public, le deuxième sur douze derrière Bertrand Barère par 347 voix.  
Delmas prend part à la chute de Robespierre : le 9 thermidor, il réclame le décret d'arrestation contre François Hanriot, le commandant de la garde nationale de Paris ; il fait partie des douze députés adjoints à Paul Barras, alors « commandant général de la force armée de Paris ».  
Delmas prend part à la réaction durant la Convention thermidorienne. En fructidor an II (septembre 1794), il est élu membre du Comité de Salut public aux côtés de Charles Cochon de Lapparent, d'Antoine-François Fourcroy et de Philippe-Antoine Merlin de Douai. Lors de l'insurrection du 1er prairial an III (20 mai 1795) et de l'insurrection royaliste du 13 vendémiaire an IV (5 octobre 1795), il participe, de nouveau aux côtés de Barras, à la répression des émeutiers.   

### Mandat aux Anciens
Delmas est membre du Conseil des Anciens - chambre basse du Directoire - de 1795 à 1798. Il est le Président de cette institution du 21 mars 1797 au 20 avril 1797.
Il fait le 18 fructidor, un éloge de la modération et du régime du Directoire.  
Commençant à montrer des signes d'une grande exaltation, il  est interné en 1798 dans une maison de santé du citoyen Albert où il meurt.